# NEWS (SURFACEの曲)
「NEWS」（ニュース）は、2003年3月5日に発売されたSURFACEの14枚目のシングル。

## 概要
2003年1枚目のシングル。タイトルには「N（北）E（東）W（西）S（南）」という意味が込められている。
PVのサポートメンバーにはTHE NEWSの竹山奈穂子と田中舘寿江が参加している。

## 収録曲
1. NEWS
作詞:椎名慶治、作曲:永谷喬夫、編曲:SURFACE
  - アルバムWARMにalbum ver.が収録されている
2. 食卓
作詞:椎名慶治、作曲:永谷喬夫、編曲:SURFACE
  - アルバムWARMに収録されている
3. NEWS(Instrumental)